# Carlos Robinet Lambarri
Carlos Toribio Robinet Lambarri, intelectual y político radical chileno. Nació en el Consulado de Chile en Macao, China en 1853. Falleció en Santiago, el 6 de noviembre de 1903. Hijo de un agente mercantil japonés y de la dama chilena Rosa Lambarri Ovalle.
Llegó a Chile, se educó en el Instituto Nacional. Tras abandonar sus estudios se dedicó de manera autodidacta al periodismo y la literatura, cultivando la poesía. Se hacía notar por su originalidad al hablar.

## Desempeño Intelectual
Sirvió a la educación desde la Sociedad de Instrucción Primaria, la Liga de Estudiantes Pobres y después como consejero y árbitro de la Escuela Profesional de Niñas.
Se desempeñó en el comercio, en la prensa y en compañías de seguros. Realizó un viaje al Perú donde colaboró con "El Heraldo" de Lima, continuando como corresponsal del diario desde Chile. Colaboroó en todos los diarios liberales de la época: "La Libertad", "El Heraldo", "El Ferrocarril", "La Época", "La Libertad Electoral", "La Tribuna", "La Ley" y también en revistas extranjeras.

## Desempeño Político
- Diputado por Copiapó, Chañaral y Freirina (1894-1897), integró la comisión permanente de Hacienda e Industria.

- Diputado por Tarapacá y Pisagua (1897-1900 y 1900-1903), integró la comisión permanente de Gobierno, de Educación y Beneficencia y de Hacienda e Industria.

Se caracterizó en la Cámara de Diputados por tener siempre su escritorio lleno de cartas que se dedicaba a leer y responde. Al exponer en el hemiciclo acostumbraba a hacerlo de manera improvisada, saturados de ironía que producían hilaridad, escozor y a veces tempestades parlamentarias.
Una de sus principales batallas como parlamentario fue por el desarrollo de la Instrucción Obligatoria, fue un entusiasta de toda iniciativa que fuere a favor del progreso educacional del país. Ganó honradamente una fortuna que le permitieron crear hospitales, escuelas, bibliotecas, etc.
Prestó servicios en la Sexta Compañía de Bomberos de Santiago "Salvadores y Guardia de Propiedad" desde el 10 de mayo de 1887 hasta el 6 de noviembre de 1903, fecha en la cual fallece sirviendo el cargo de Director de la Compañía.
Sembró bien a manos llenas y pronto se vio en la miseria, por lo que recurrió al millonario Federico Varela Cortés de Monroy, su correligionario radical, a quien le había llevado a cabo sus campañas electorales de manera gratuita, ahora venía por una devuelta de favor, sin embargo Varela se había transformado en hombre avaro.
Así, desesperado por las deudas y la miseria, se suicidó de un tiro, el 6 de noviembre de 1903.